# L’Anse au Loup
L’Anse au Loup (alte Schreibweise: L’Anse-au-Loup) ist eine Gemeinde (Town) in der kanadischen Provinz Neufundland und Labrador. 

## Lage
L’Anse au Loup befindet sich an der Südküste von Labrador, 19 km östlich von der Provinzgrenze zu Québec. Der Ort liegt an der gleichnamigen Bucht, die sich zur Belle-Isle-Straße hin öffnet.
L’Anse au Loup liegt am Trans-Labrador Highway (Route 510) zwischen den Orten Forteau und West St. Modeste.

## Einwohnerzahl
Beim Zensus im Jahr 2016 hatte die Gemeinde eine Einwohnerzahl von 558. Fünf Jahre zuvor waren es noch 550.